# 薰南楼
薰南楼，位于中国福建省平和县坂仔镇东风村，清乾隆年间（1736—1795年）建。圆形土楼，占地面积约3300平方米，原三层，现存二层。内、外两环，分割为12个扇形单元。每个单元即为一座面阔三间的四合院，有别于客家土楼。楼内所有台基、天井及庭院均用石板条砌造。梁枋、隔扇等多饰以漆金木刻。2005年5月11日公布为第六批福建省文物保护单位。